# Figure (géométrie)
Pour les articles homonymes, voir Figure.

Des figures géométriques en deux dimensions. Un pentagone, un rectangle, un triangle et un cercle.

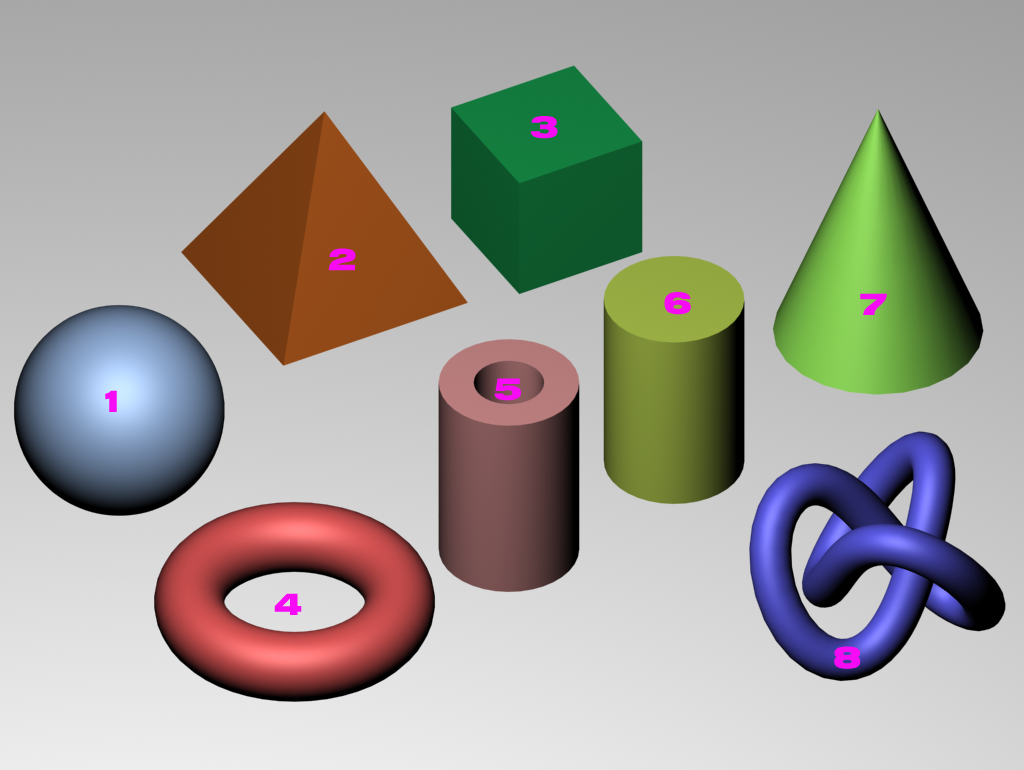
Des figures géométriques en trois dimensions. Une sphère, une pyramide, un cube, un tore, un tube, un cylindre, un cône et un nœud.

En mathématiques, une figure (également appelée figure géométrique) est un ensemble de points du plan ou de l'espace. Il s'agit en général d'un ensemble infini mais décrit par la donnée d'un nombre fini de points et de segments délimitant des portions de plan (comme les polygones et le bord de polyèdres), par des équations reliant distances et angles (comme le cercle et les coniques), ou à partir de leurs coordonnées dans un repère, voire comme la limite d'un processus (déterministe ou aléatoire) comme dans le cas des fractales.
Les figures sont l'objet de transformations géométriques comme les translations, rotations, symétries, homothéties ou inversions locales. Elles peuvent être invariantes par ces transformations, ou répétées pour former une frise ou un pavage.
Certaines figures sont constructibles à la règle et au compas et diverses méthodes de construction sont enseignées. On distingue la figure de sa représentation matérielle sur une feuille, un tableau ou un écran d’ordinateur, sur lesquels les limites du support et de la précision du tracé éloignent l’image réelle de l’objet mathématique idéal.